# Carson (Washington)
Carson es un área no incorporada ubicada en el condado de Skamania en el estado estadounidense de Washington.

## Geografía
Carson se encuentra ubicado en las coordenadas 45°43′32″N 121°49′5″O / 45.72556, -121.81806.